# Воронов Микола Павлович (правознавець)
Це стаття про правознавця, не плутати з письменником Вороновим Миколою Павловичем
Воронов Микола Павлович (нар. 16 травня 1937 — пом. 23 грудня 2003) — український вчений-правознавець, професор, кандидат юридичних наук.

## Біографія
Народився 16 травня 1937 року у смт Слатіному Дергачівського району Харківської області.
У 1959 році закінчив Харківський юридичний інститут (зараз Національний університет «Юридична академія України імені Ярослава Мудрого»). З 1959 по 1966 роки працював слідчим в УВС Харківської області. З 1966 по 2003 роки — аспірант, асистент, старший викладач, доцент, професор, завідувач кафедри державного будівництва Харківського юридичного інституту. У 1970 році захистив кандидатську дисертацію на тему «Нормотворча діяльність місцевих Рад депутатів трудящих».
Помер Микола Павлович Воронов 23 грудня 2003 року.

## Наукова діяльність
Опублікував 75 наукових праць, основними серед них є:
- «Правові акти місцевих Рад народних депутатів і їх органів»
- «Місцеве самоврядування в Україні та його акти»
- «Конституційні основи радянської соціалістичної демократії»
- «Соціалістична законність у радянському державному управлінні»
- «Конституційно-правові засади становлення української державності»

Підготував 11 кандидатів юридичних наук.
Був членом робочих груп з підготовки проектів Конституції України, законів про нормативно-правові акти, статус депутатів місцевих рад, місцеве самоврядування та ін. Брав участь у розробці багатьох проектів рішень міської та районних рад у місті Харкові.
Входив до Комітету законодавчих ініціатив при Президентові України, очолював відділ правових проблем місцевого самоврядування Інституту державного будівництва і місцевого самоврядування Академії правових наук України, був членом редакційних колегій наукових збірників.

## Нагороди
Нагороджений урядовими медалями та почесними грамотами органів влади різних рівнів. За значний особистий внесок у справу підготовки фахівців права вписаний до «Золотої книги української юстиції».